# کلیسای ارتدکس روسی
کلیسای ارتدکس روسیه (ROC؛ روسی: Ру́сская правосла́вная це́рковь، tr. Rússkaya pravoslávnaya tsérkov)، همچنین با نام پاتریارک‌نشین مسکو (به روسی: Моско́вский патриарха́т، tr. Moskóvskiy patriarkhát), یکی از کلیساهای خودمختار ارتدکس شرقی است، کلیسای ROC پاتریارک‌ارشد آن پاتریارک مسکو و همه روسیه است. ROC و همچنین از لحاظ ارشدیت آن، در رده پنجم از نظر رتبه‌بندی ارتدوکس قرار، چهار پاتریارک‌نشین کلیسای ارتدکس یونانی به ترتیب: قسطنطنیه، اسکندریه، انطاکیه و اورشلیم هستند. از ۱۵ اکتبر ۲۰۱۸، ROC با قطع رابطه یک جانبه در واکنش به تأسیس کلیسای ارتدکس اوکراین، ارتباط خود را با پاتریارک‌نشین جهانی کلیسای قسطنطنیه به حالت تعلیق درآورد، که توسط پاتریارک‌نشین جهانی در ۵ ژانویه ۲۰۱۹ نهایی شد.

## تاریخچه

صلیب سه شاخه کلیسای ارتدکس روسیه

اعتقاد بر این است که مسیحی شدن کیف روس، که از آن به عنوان تولد ROC شناخته می‌شود، در سال ۹۸۸ از طریق غسل تعمید شاهزاده روس ولادیمیر و قومش توسط روحانیون کلیسای سلطنتی اکومنیک، که سازنده ROC برای آن باقی مانده بود، رخ داده‌است. شش قرن بعد، در حالی که متروپولیتن کی یف و تمام روس‌ها تا سال ۱۶۸۶ در صلاحیت پاتریارک‌نشین کلیسایی باقی ماندند. در حال حاضر ROC ادعا می‌کند که صلاحیت انحصاری مسیحیان ارتدکس را صرف نظر از قومیت آنها، که در جمهوری‌های اتحاد جماهیر شوروی اقامت دارند، به استثنای گرجستان و ارمنستان، در اختیار دارد. کشورهایی مانند استونی، مولداوی و اوکراین با این ادعا مخالفت می‌کنند و به‌طور موازی قواعد ارتدکس متعارف قانونی را ایجاد کرده‌اند: کلیسای ارتدکس قدیسان استونی، کلان‌شهر بسارابیا و کلیسای ارتدکس اوکراین. ROC همچنین دارای صلاحیت کلیسایی در مورد کلیسای خودمختار ژاپن و مسیحیان ارتدکس ساکن جمهوری خلق چین است. شعبات ROC از زمان سقوط اتحاد جماهیر شوروی در دهه ۱۹۹۰ در بلاروس، استونی، لتونی، مولداوی و اوکراین از درجات مختلفی از خودگردانی برخوردار هستند، البته سطح کوچکی از وضعیت خودمختاری رسمی کلیسایی.ROC را نباید با کلیسای ارتدکس در آمریکا (OCA) اشتباه گرفت. این کلیسا از سال ۱۹۷۰ یک کلیسای ارتدکس مجزا بوده‌است، اما با این حال به رسمیت شناخته نشده‌است. پاتریارک‌نشینان کلیسایی از آن به عنوان شاخه ای از ROC می‌نگرند. این تاریخچه خود را در آمریکای شمالی تا اواخر قرن هجدهم دنبال می‌کند، زمانی که مبلغان روسی در آلاسکا (بخشی از امپراتوری روسیه) برای اولین بار کلیساهایی را در میان بومیان آلاسکا و سایر مردم بومی ایجاد کردند.ROC همچنین نباید با کلیسای ارتدکس روسیه در خارج از روسیه (همچنین به عنوان کلیسای ارتدکس روسیه در خارج از کشور یا ROCOR شناخته می‌شود)، که دفتر مرکزی آن در ایالات متحده است، اشتباه گرفته شود. ROCOR در دهه ۱۹۲۰ توسط جوامع روسی خارج از اتحاد جماهیر شوروی تأسیس شد، آنها از به رسمیت شناختن سلطه پاتریارک‌نشین مسکو که عملاً به سرپرستی متروپولیتن سرجیوس استراگورودسکی اداره می‌شد، خودداری کردند. دو کلیسا در ۱۷ مه ۲۰۰۷ آشتی کردند. ROCOR اکنون بخشی خودگردان کلیسای ارتدکس روسیه است.

### کیف روس
به‌طور سنتی گفته می‌شود که جامعه مسیحی که به کلیسای ارتدکس روسیه تبدیل شده‌است توسط اندرو قدیس بنیان گذاشته شده‌است، که تصور می‌شود از مستعمرات سکاها و یونان در امتداد ساحل شمالی دریای سیاه بازدید کرده‌است. طبق یکی از افسانه‌ها، اندرو به مکان آینده کی یف رسید و بنیان یک شهر بزرگ مسیحی را پیش‌گویی کرد. نقطه‌ای که گفته می‌شود او صلیبی برپا کرده‌است اکنون توسط کلیسای جامع سنت اندرو مشخص شده‌است.
با پایان هزاره اول میلادی، سرزمین‌های اسلاوی شرقی تحت تأثیر فرهنگی امپراتوری روم شرقی قرار گرفتند. در سالهای ۸۶۳–۸۶۹، راهبان بیزانسی سنت سیریل و سنت متدیوس، هر دو از منطقه مقدونیه در امپراتوری روم شرقی، برای اولین بار بخشهایی از کتاب مقدس را به زبان اسلاوی کلیسایی باستان ترجمه کردند و زمینه را برای مسیحی شدن اسلاوها فراهم کردند و مردم اسلاوی شده در اروپای شرقی، بالکان، روسیه شمالی، روسیه جنوبی و روسیه مرکزی. شواهدی وجود دارد که اولین اسقف مسیحی را توسط پاتریارک فوتیوس یا پاتریارک ایگناتیوس، در ۸۶۶–۸۶۷ میلادی از قسطنطنیه به نووگورود فرستاده‌اند.
در اواسط قرن دهم، یک جامعه مسیحی در بین اشراف روس، تحت رهبری کشیشان بلغارستان و بیزانس، وجود داشت، اگرچه پاگانیسم به عنوان دین غالب باقی مانده بود. شاهزاده خانم اولگا از کی‌یف اولین فرمانروای کیف روس بود که مسیحی شد. نوه او، ولادیمیر از کی یف، روس را رسماً یک کشور مسیحی کرد. اعتقاد عمومی بر این است که مسیحی شدن رسمی کیف روس در سال ۹۸۸ میلادی رخ داده‌است، زمانی که شاهزاده ولادیمیر خودش تعمید داده شد و دستور داد مردم خود را توسط کشیشان امپراتوری روم شرقی تعمید دهند.
کلیسای کی‌یف یک کلانشهر کوچک پاتریارک قسطنطنیه بود و پاتریارک جهانی، کلان‌شهری را که معمولاً یونانی بود منصوب می‌کرد، که کلیسای روس را اداره می‌کرد. محل اقامت متروپولیتن کی‌یف در اصل در خود کی‌یف، پایتخت کشور قرون وسطایی روسیه واقع شده بود.

### پیتر اول
پس از بر تخت نشستن پیتر کبیر در روسیه(۱۶۸۲–۱۷۲۵)، با مدرنیزه کردن دولت، ارتش، لباس و رفتار توسط او، روسیه به یک قدرت سیاسی نیرومند تبدیل شد.

### قوانین کمونیستی
پس از انقلاب اکتبر در ۷ نوامبر سال ۱۹۱۷، رسماً اتحاد جماهیر شوروی تشکیل شد.

## معماری کلیساهای روسی
بسیاری از کلیساهای روسی با کلیساهای مدرن امروزی متفاوتند. اول از همه، درون این کلیساها با وسایل مربوط به مراسم مذهبی پر شده‌است.
درون کلیسا تصاویری از مریم مادر عیسی مسیح وجود دارد.
طلایی رنگی است که قلمرو ی بهشت را در این محیط تداعی می‌کند.

## نگارخانه

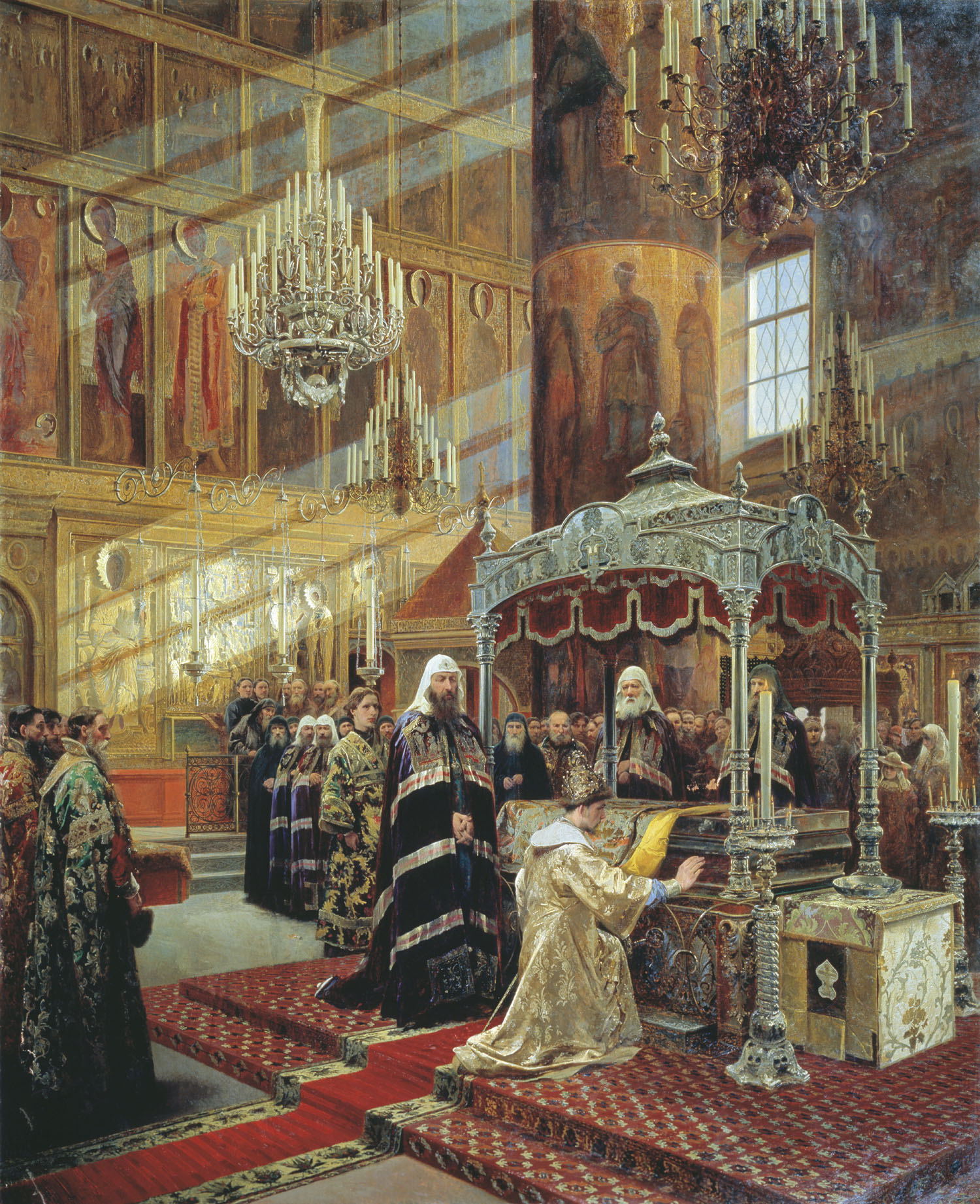
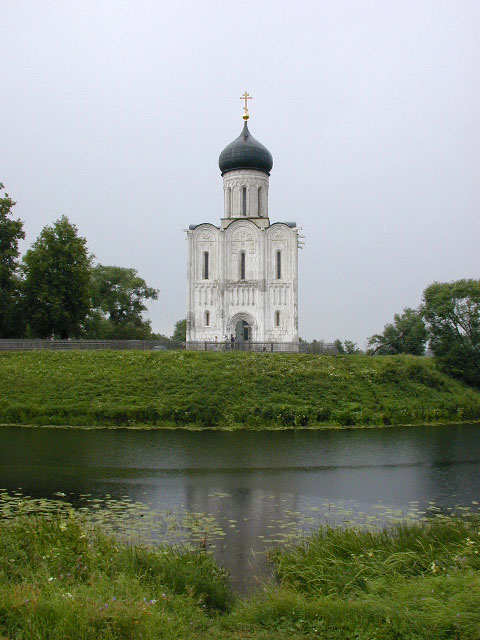
بوگولیوبوفو، روسیه
- ارتدکس در روسیه